# Hermod (Schiff)
Die Hermod war ein halb-tauchendes Kranschiff. Die Hermod ist das Schwesterschiff der Balder. Beide Schiffe wurde 1978 von der zum japanischen Mitsui-Konzern gehörenden Mitsui Engineering & Shipbuilding Co. gebaut. Das Schiff wird auch als SSCV Hermod bezeichnet. Der Name leitet sich von Semi-Submersile Crane Vessel (dt. halb-tauchendes Kranschiff) und dem germanischen Gott Hermodr, dem Bruder des Balder, her. Das Schiff wurde vom niederländischen Unternehmen Heerema Marine Contractors hauptsächlich als Arbeitsschiff in der Offshore-Industrie eingesetzt.
Am 15. September 2017 wurde die Hermod auf die Dockwise Vanguard verladen und nach Zhoushan transportiert. Dort wurde sie von der eu-zertifizierten Abwrackwerft Zhoushan Changhong International Ship Recycling Yard verschrottet.

## Aufbau und Leistungsfähigkeit

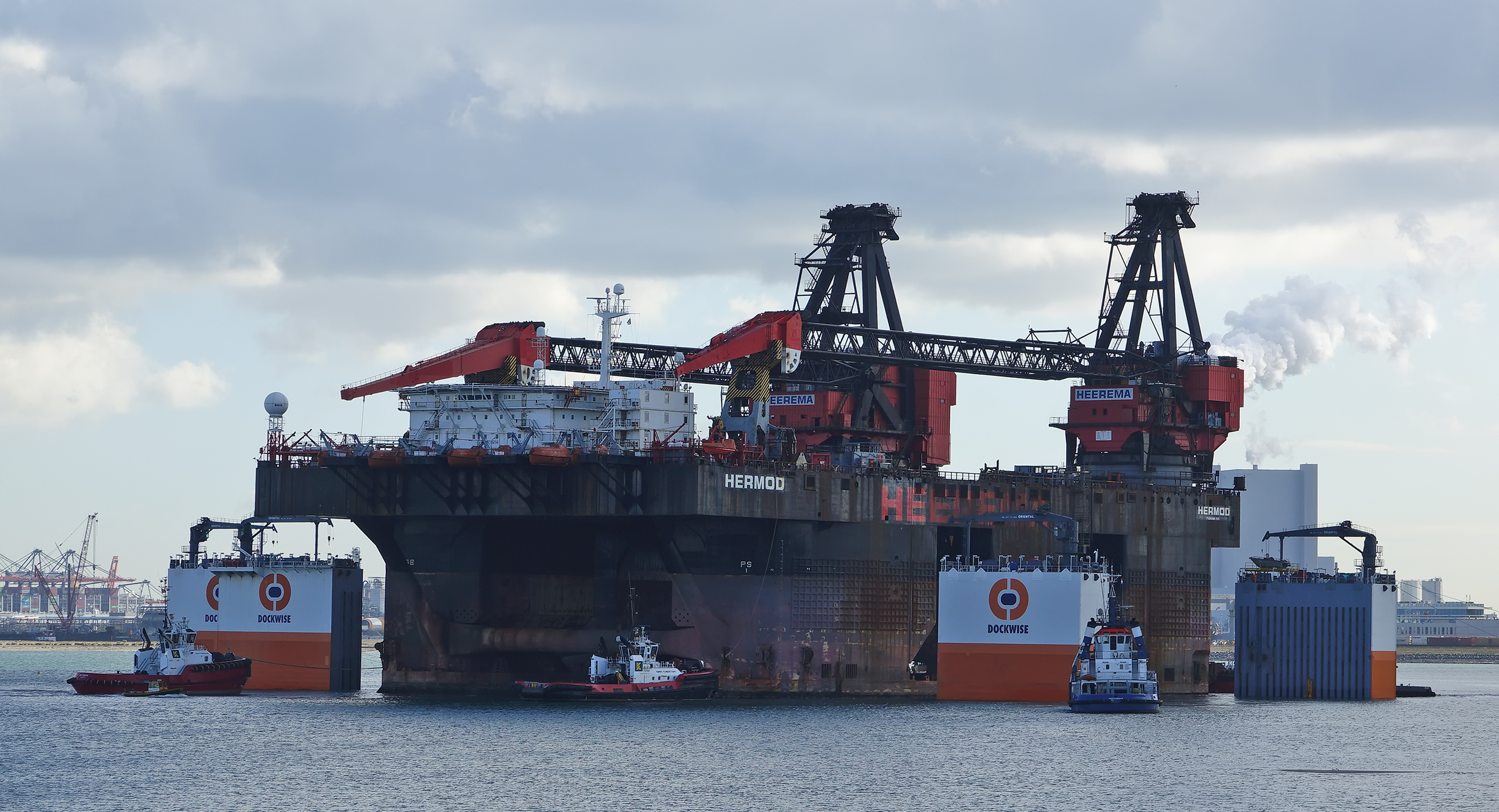
Die Hermod im September 2017 auf der Dockwise Vanduard

Zum Zeitpunkt ihres Entwurfes revolutionierten Hermod und Balder den Schiffbau für Arbeitsschiffe, da sie aufgrund ihres Aufbaus und ihrer Leistungsfähigkeit wegweisend waren.
Der Rumpf der Hermod war identisch mit der Balder: Er besteht aus zwei Schwimmern, die über je drei Säulen mit dem Decksaufbau verbunden sind. 1985 wurden größere Ballasttanks am Rumpf und an den Säulen angebaut, um die Kapazität des Schiffes zu erhöhen. Der Tiefgang, der bei der Überführung rund 12 Meter (m) beträgt, wird während des Arbeitens auf rund 28 m abgesenkt, um die Einflüsse von Wellen und Oberflächenströmungen zu verringern.
Der Antrieb erfolgt über ein dieselelektrisches System. Die elektrische Energie wird von sieben Dieselgeneratoren mit je 2765 Kilowatt (kW) erzeugt. Mit dem Strom werden die zwei elektrisch angetriebenen Verstellpropeller am Heck mit je 4400 kW Leistung und die zwei elektrisch angetriebenen und einziehbaren Strahlantriebe mit je 1470 kW Leistung angetrieben.
Zum Verankern des Schiffes werden die zwölf 22,5 t schweren „Delta-Flipper“-Anker genutzt. Sie sind an 4500 m langen Stahlseilen befestigt, die eine Mindestbruchfestigkeit von 386 t besitzen.
Das Schiff bietet für die Besatzung und Arbeiter Unterbringungsmöglichkeiten für bis zu 336 Personen. Aufgrund der Umgebungsbedingungen sind alle Kabinen beheizt und klimatisiert. Ein Helikopterdeck auf dem Schiff ist ebenfalls vorhanden. Auf ihm können Hubschrauber bis zur Größe einer Sikorsky S-61 landen.
Mit seinen beiden Kränen kann die Hermod im Tandemhub bis zu 8100 Tonnen (t) bei einer Ausladung von bis 39 m heben. Bei minimaler Ausladung sind beide Kräne in der Lage je 600 t bis in eine Tiefe von 3000 m unter dem Arbeitsdeck abzusenken.

## Technische Daten
- Höhe des Arbeitsdecks: 42 m

Kräne:
- Backbord-Kran:
  - maximale Kapazität: 3.600 t
  - maximale Hubhöhe: 92 m
- Steuerbord-Kran:
  - maximale Kapazität: 4.500 t
  - maximale Hubhöhe: 81 m

Sonstiges:

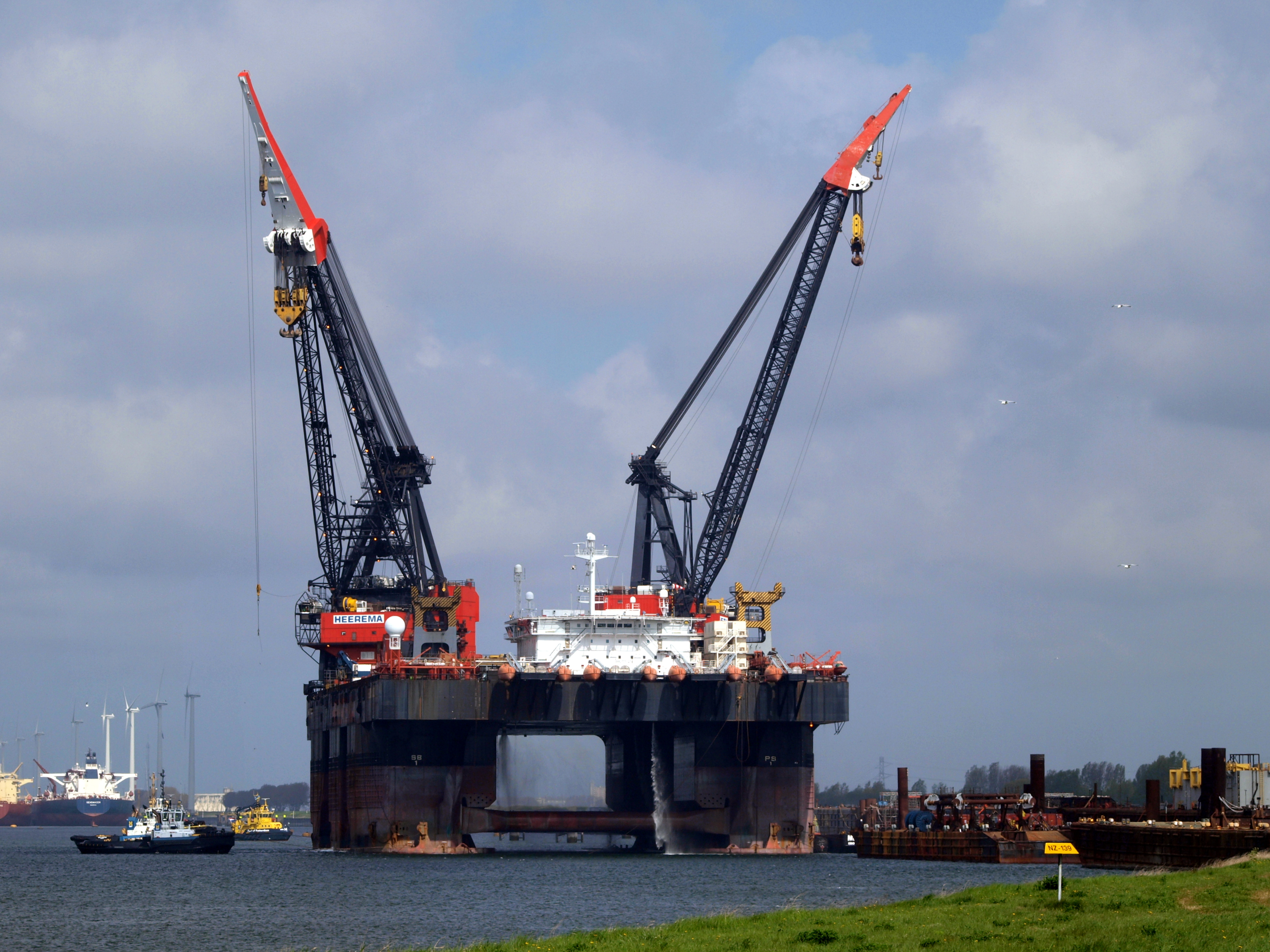
Frontansicht

- Tragfähigkeit des Decks: 20 t pro m²
- Gesamttragfähigkeit des Decks: 8.000 t
- Kapazität der Ballastpumpen: 8.000 m³ pro Stunde
- dynamische Ballastaufnahme: 500 t pro Sekunde
- Fahrgeschwindigkeit: 6 Knoten bei einer Zuladung von 8.000 t auf dem Deck und einem Tiefgang von 11,5 m